# South Carolina State University

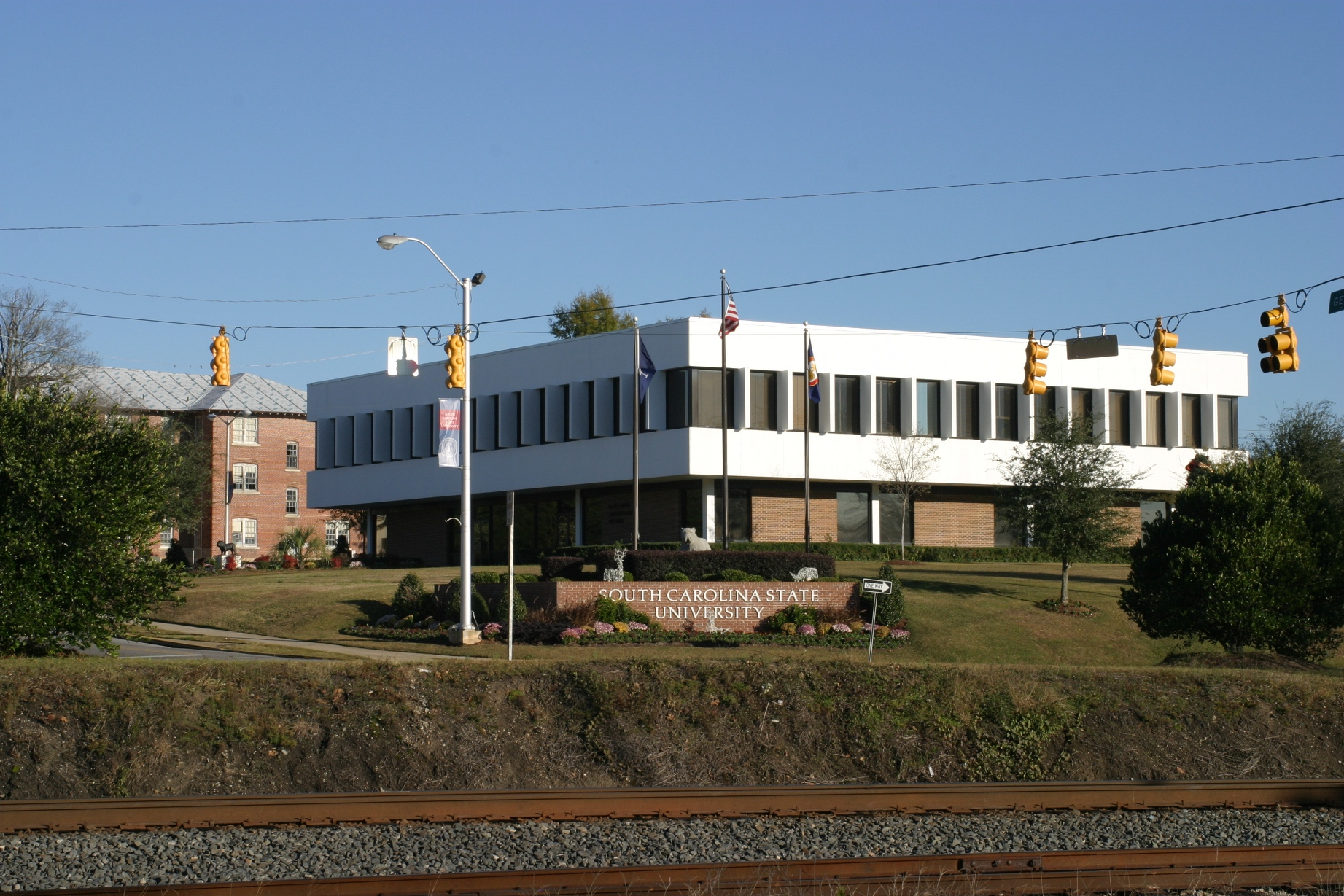
Verwaltungsgebäude der South Carolina State University

Die South Carolina State University ist eine Universität in Orangeburg, South Carolina.

## Geschichte
Die Universität wurde im Jahr 1896 gegründet. Sie gehört zu den historisch afroamerikanischen Colleges und Hochschulen und ist seit 1966 auch für weiße Studenten geöffnet. Am 8. Februar 1968 wurden beim Massaker von Orangeburg drei Menschen getötet und 27 verletzt, als die Polizei das Feuer auf 200 schwarze unbewaffnete Studenten eröffnete, die auf dem Campus der Universität gegen Rassentrennung protestierten.

## Sport

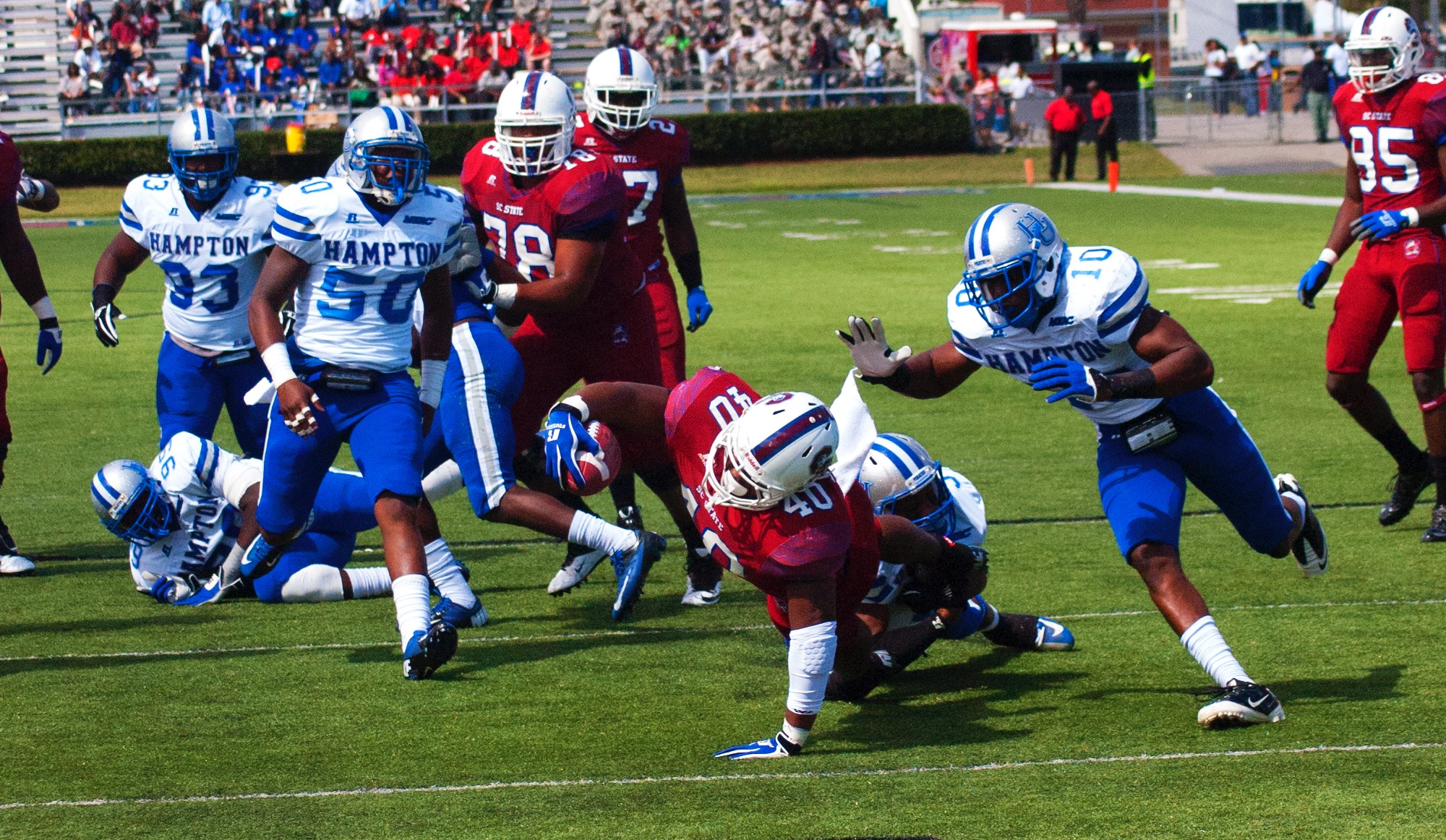
Footballspiel der South Carolina State Bulldogs gegen die Hampton Pirates

Die Sportteams der Universität heißen Bulldogs und treten in der Mid-Eastern Athletic Conference (MEAC) der NCAA Division I an. Das 1955 errichtete Oliver C. Dawson Stadium wird vorwiegend für American Football und Frauenfußball genutzt und bietet Platz für 22.000 Zuschauer.

## Bekannte Studenten
Politik
- Jim Clyburn (* 1940), Mitglied des Repräsentantenhauses
- Frank Ballance (1942–2019), Mitglied des Repräsentantenhauses

Sport
- Marion Motley (1920–1999), Footballspieler
- Deacon Jones (1938–2013), Footballspieler
- Harry Carson (* 1953), Footballspieler
- K’Zell Wesson (* 1977), Basketballspieler
- Rafael Bush (* 1987), Footballspieler
- Javon Hargrave (* 1993), Footballspieler
- Shaquille Leonard (* 1995), Footballspieler

Musik
- Horace Ott (* 1933), Jazz-Pianist und Komponist